# 上海远东出版社
上海远东出版社，原名上海翻译出版公司，是一家中华人民共和国上海市的出版社，地址位于上海市复兴中路597号。

## 概述
1983年，上海翻译出版公司成立，主要从事翻译出版国外经济管理、科学技术、文化教育、医药保建、音乐美术等各类书籍。此外负责出版发行《上海译报》、《创业者》、《上海科技翻译》、《应用概率统计》、《生物数学学报》、《自然科学年鉴》等期刊杂志。1990年11月，上海翻译出版公司更名为上海远东出版社。上海远东出版社也是上海版二期课改初中《科学》教材的出版者。